# Reverotte
Ne doit pas être confondu avec Réverotte.
La Reverotte est une rivière française du département du Doubs, dans la région Bourgogne-Franche-Comté, et un affluent du Dessoubre, donc un sous-affluent du Rhône par le Doubs et la Saône.

## Géographie
La rivière a une longueur de 12,3 km. La Reverotte prend source sur la commune de Loray, à 576 m d'altitude et conflue sur la commune de Bretonvillers, à 461 m d'altitude.
Quelques centaines de mètres en aval de la source se trouve le Puits de la Doye, entonnoir naturel typique des milieux karstiques fonctionnant en inversac.

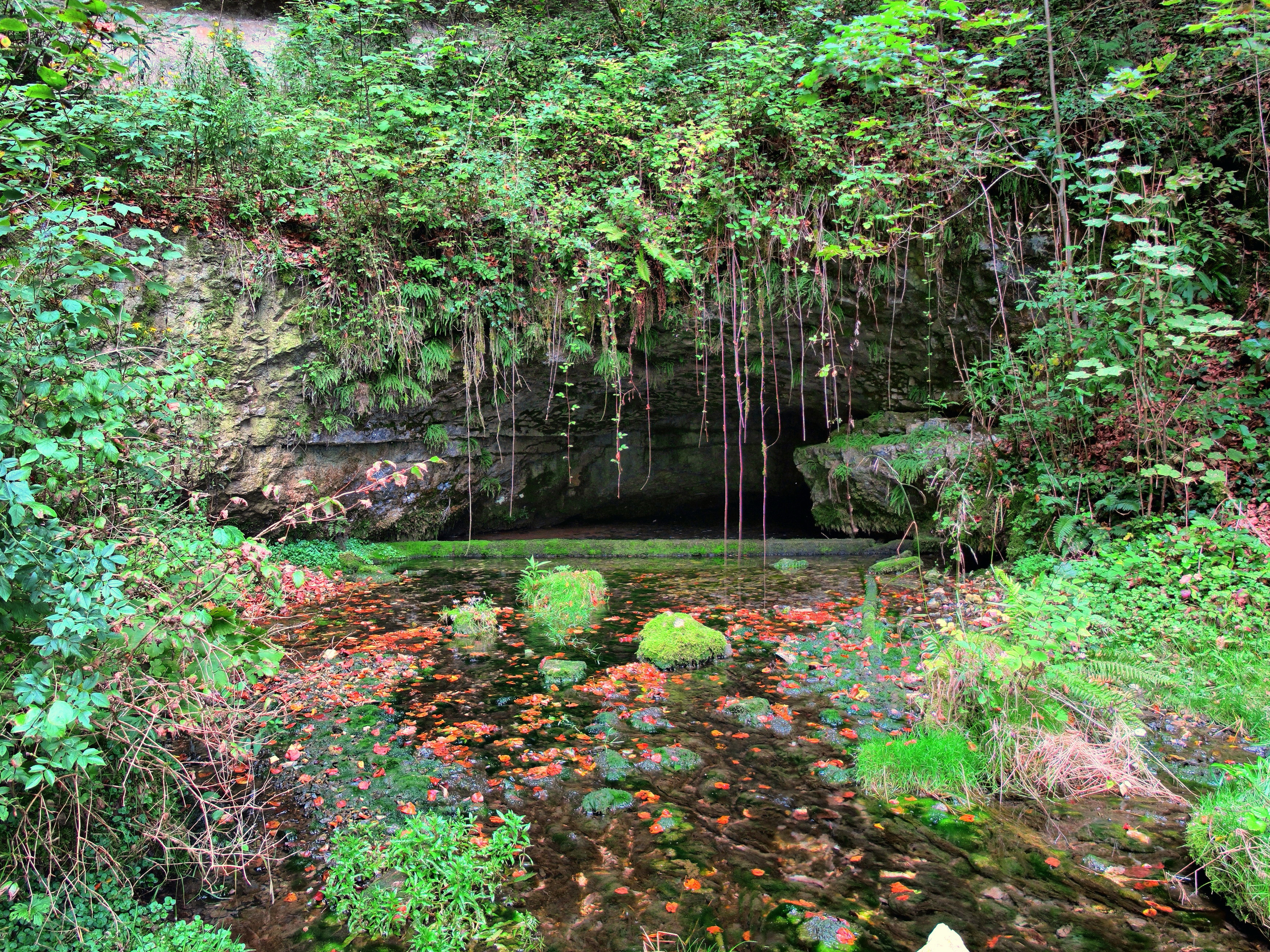
La source de la Reverotte.

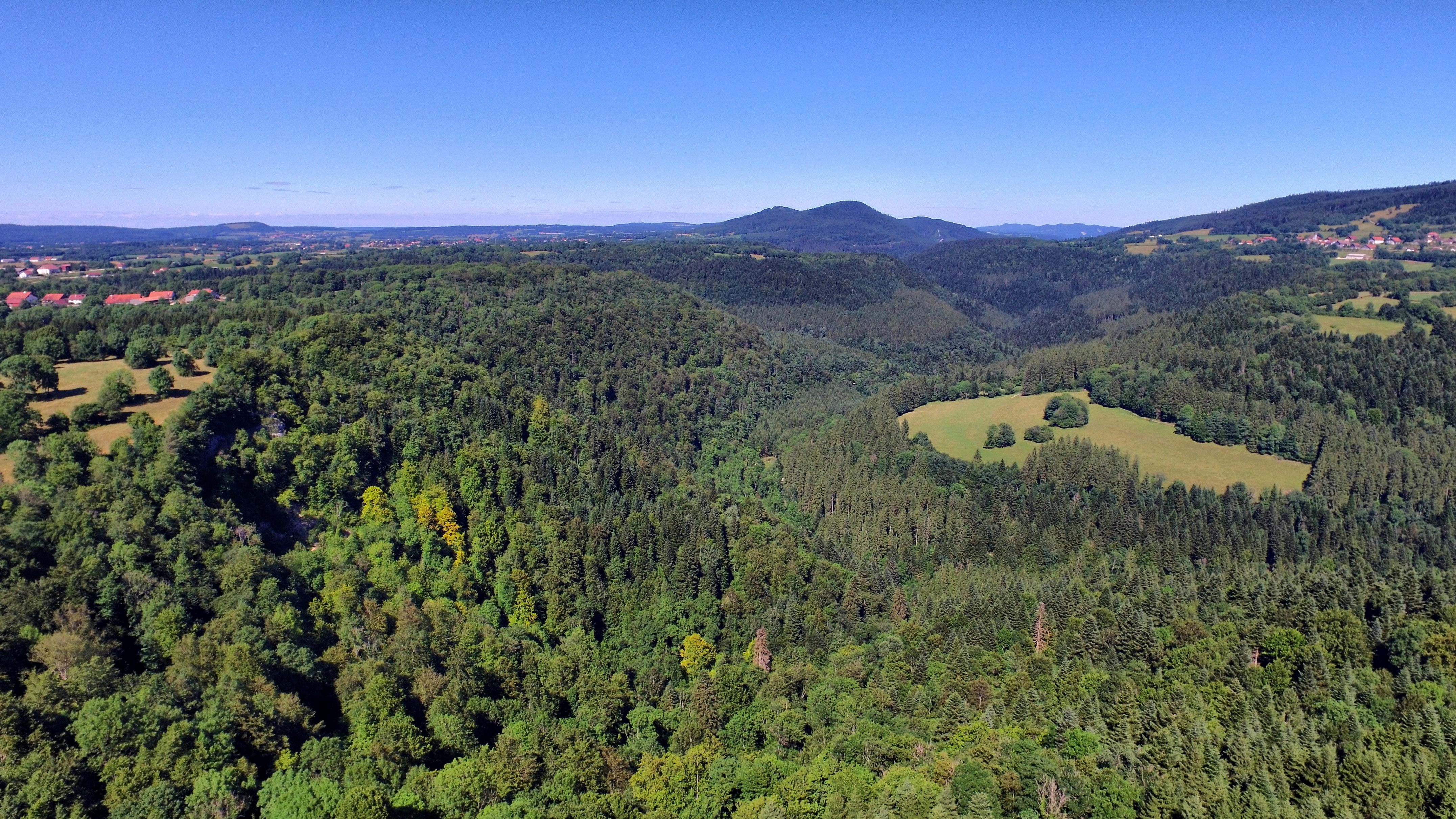
La vallée de la Reverotte au niveau de La Sommette.

### Communes et cantons traversés
Dans le seul département du Doubs, la Reverotte traverse les cinq communes suivantes, de l'amont vers l'aval : Loray, La Sommette, Plaimbois-Vennes, Pierrefontaine-les-Varans et Bretonvillers (confluence).
Soit en termes de cantons, la Reverotte prend source et conflue dans le même canton de Valdahon, le tout dans l'arrondissement de Pontarlier.

### Bassin versant
La Reverotte traverse une seule zone hydrographique 'La Dessoubre' (U221) de 515 km2 de superficie. Ce bassin versant, plus grand que celui spécifique de la Reverotte, est constitué à 58,41 % de « territoires agricoles », à 38,30 % de « forêts et milieux semi-naturels », à 2,86 % de « territoires artificialisé », à 0,66 % de « zones humides ».

## Affluents
La Reverotte a deux affluents référencés :
- le ruisseau du Val (rg), 1,4 km sur la seule commune de Pierrefontaine-les-Varans.
- le ruisseau Gimenev (rd), 1,7 km sur les trois communes de Pierrefontaine-les-Varans, Plaimbois-Vennes, et Guyans-Vennes.

et plusieurs significatifs :
- le ruisseau de Plainmont (rg), sur la commune de La Sommette
- le ruisseau de la Sommette (rg), sur la commune de La Sommette
- le ruisseau du moulin de Vermondans (rd), sur la commune de Plaimbois-Vennes

### Rang de Strahler
Donc le rang de Strahler de la Reverotte est de deux.

## Hydrologie
Son régime hydrologique est dit pluvio-nival. La pente moyenne de la rivière est de 0,93 % soit 9,3 m tous les kilomètres.
La Reverotte présente des fluctuations saisonnières de débit assez marquées liées aux précipitations. Si, en général, l'eau est toujours présente dans son lit, en revanche, lors de périodes sèches prolongées, le lit peut s'assécher complètement en raison des pertes qui alimentent un réseau souterrain.

## Galerie

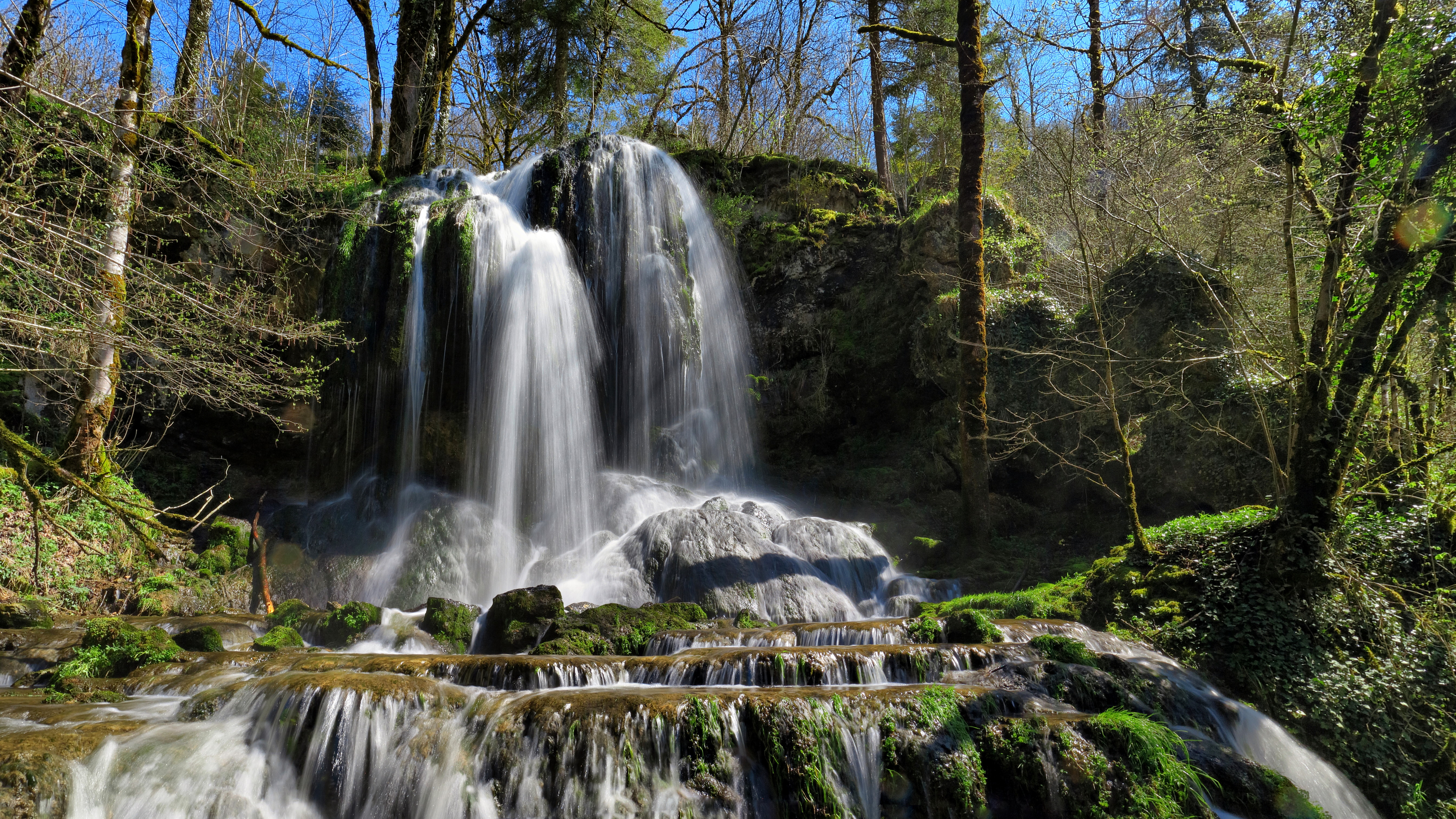
Cascade du ruisseau du Val.
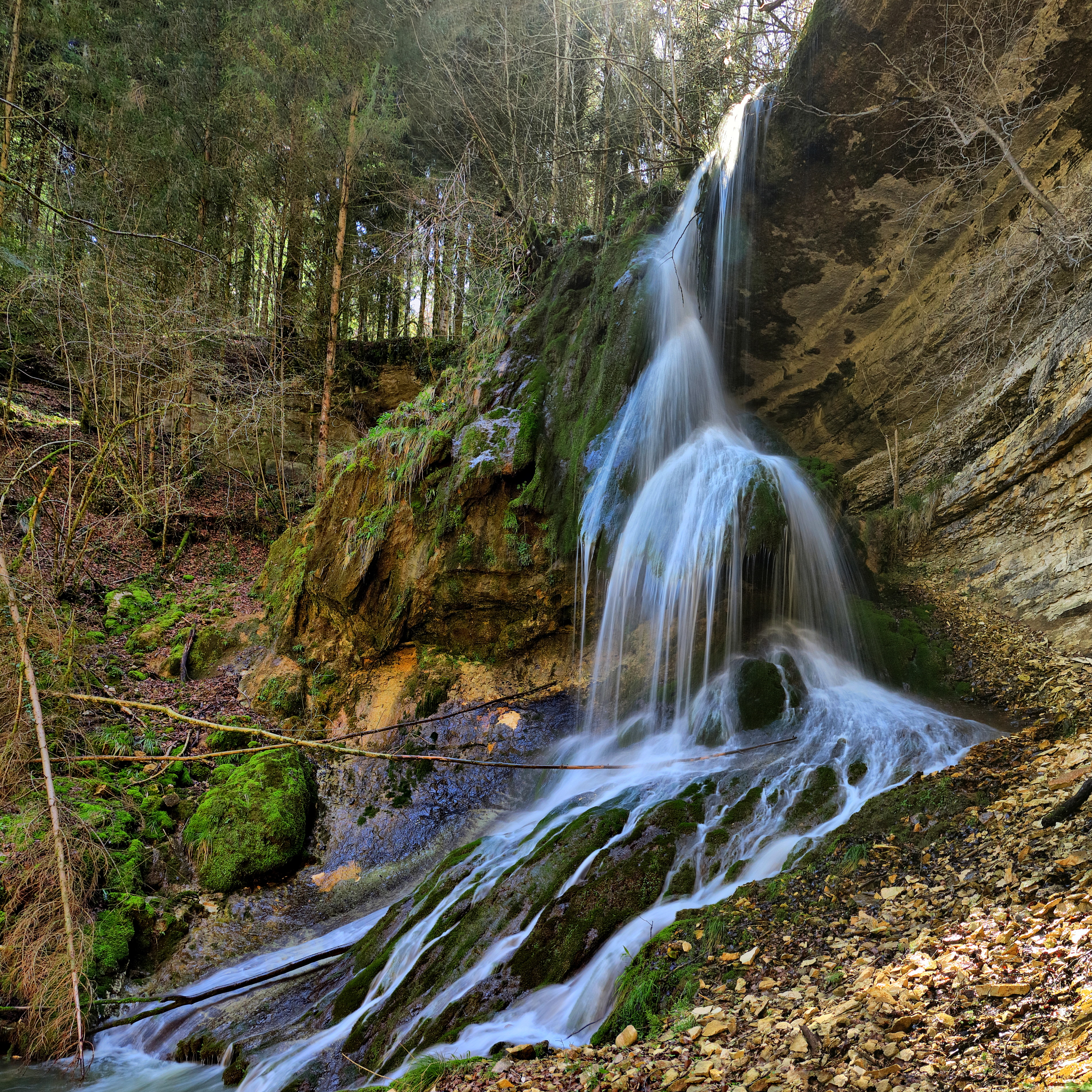
Cascade du ruisseau de Plainmont.
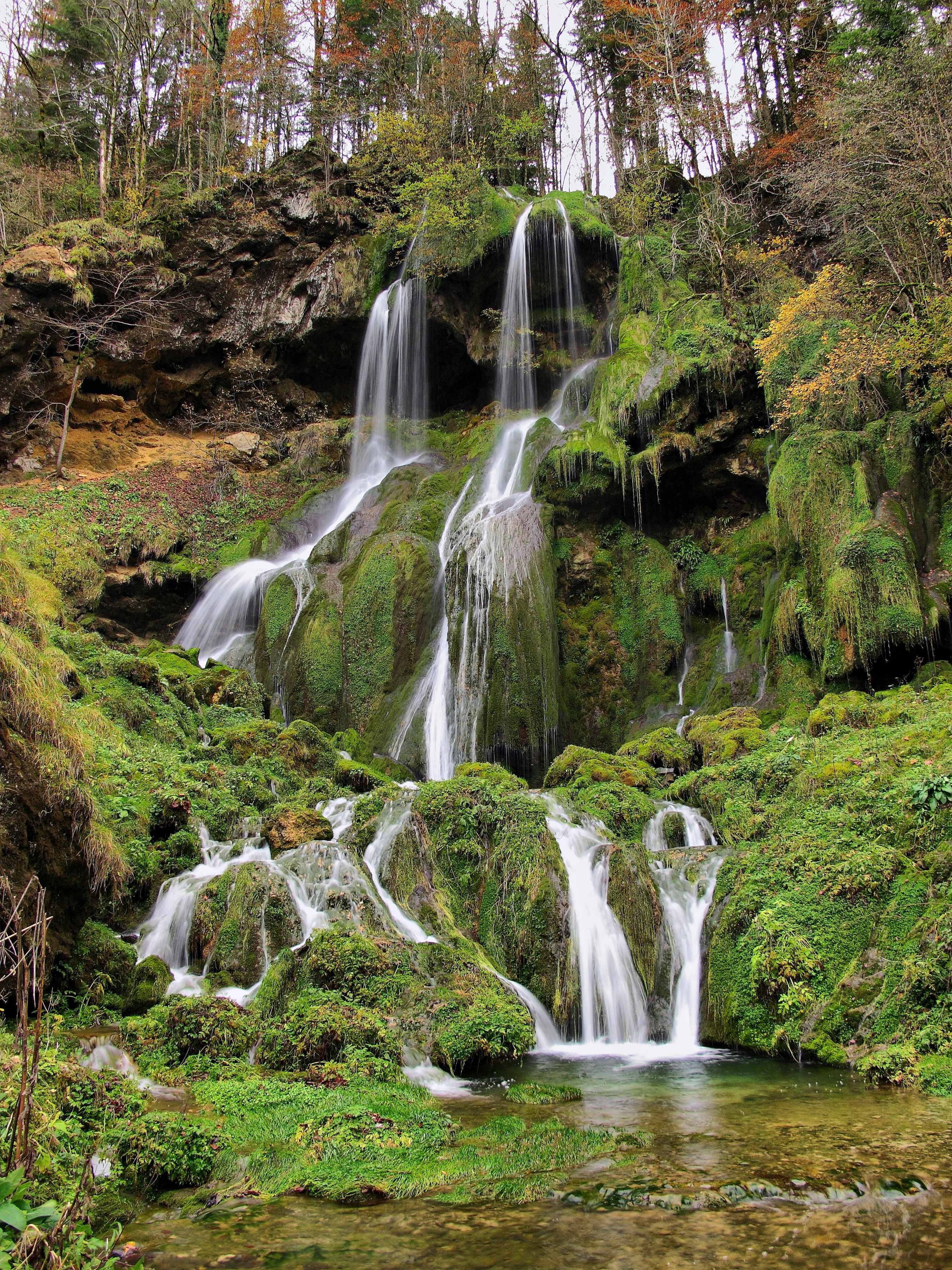
Cascade du ruisseau du moulin de Vermondans en hautes eaux.

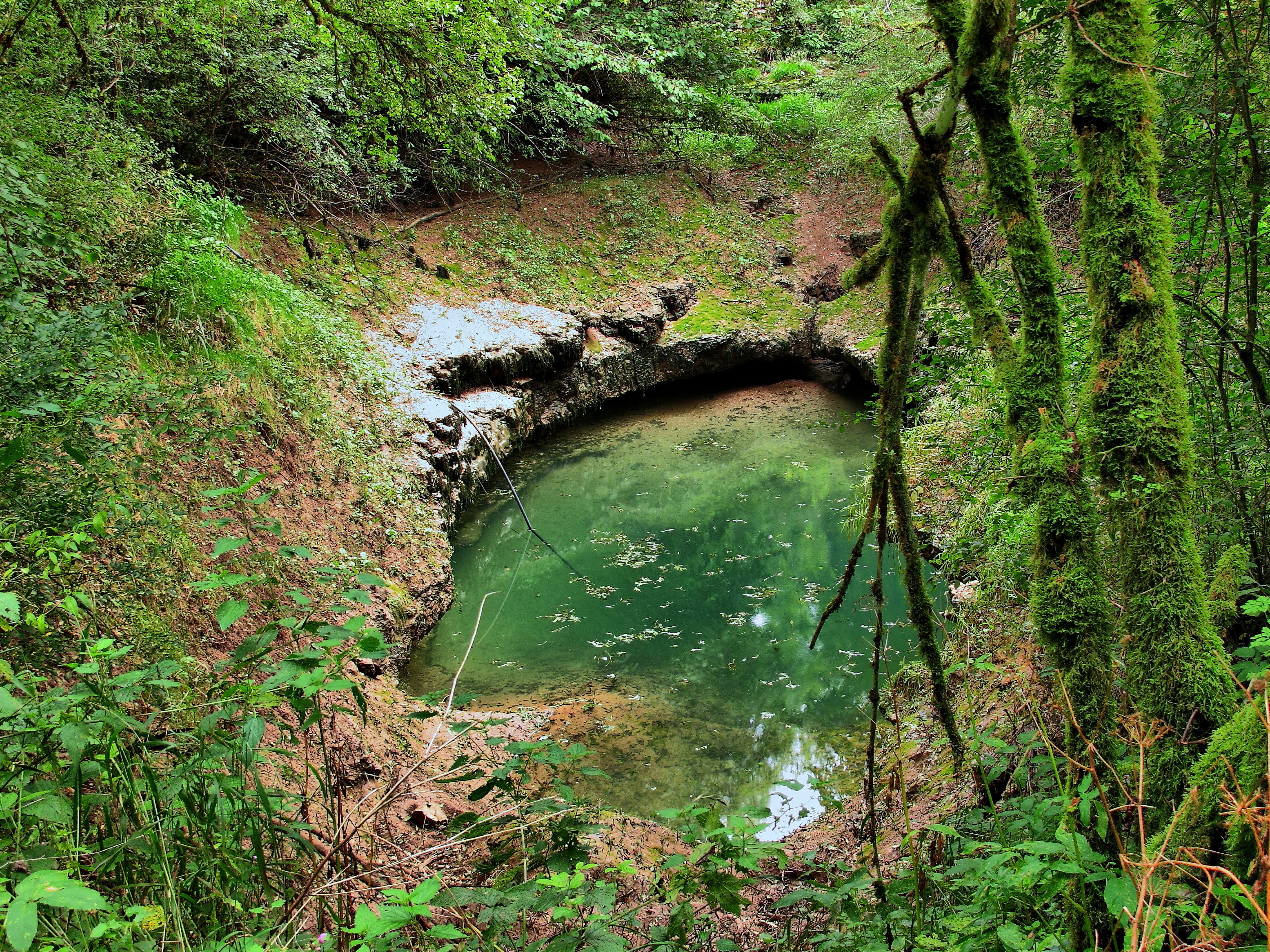
Le puits de la Doye.
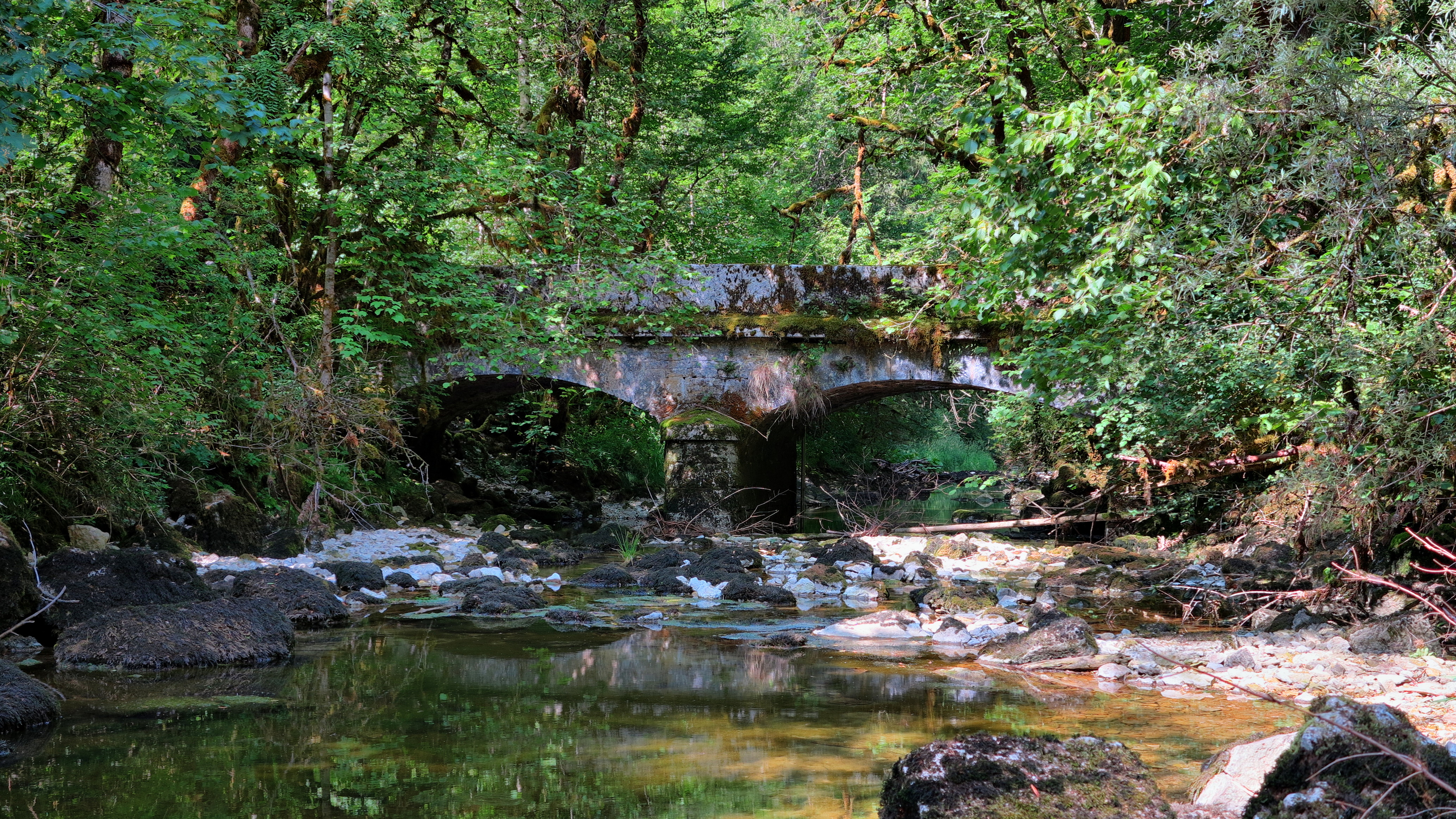
La Reverotte à l'étiage sous le pont de La Sommette.
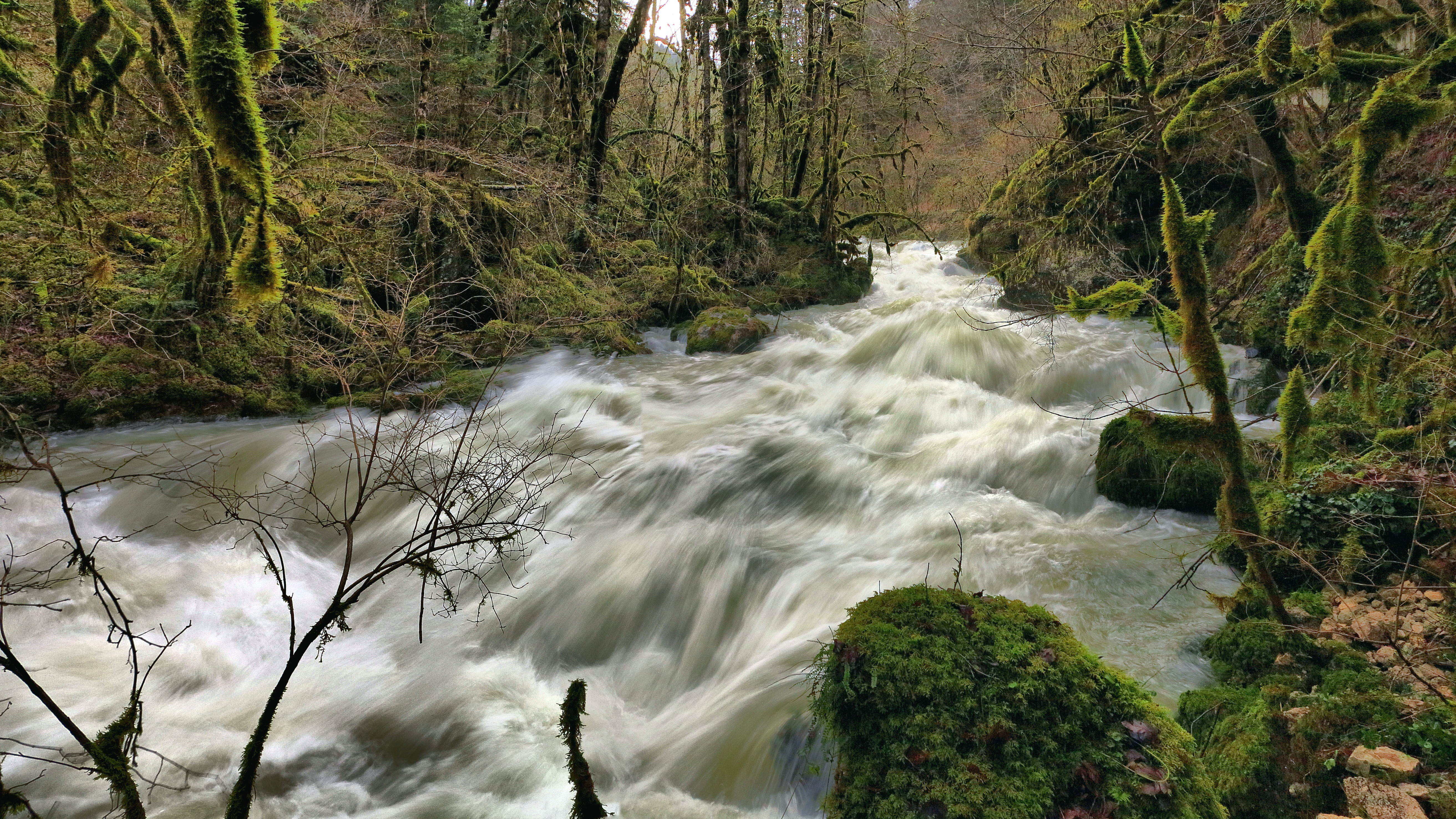
La Reverotte en crue dans le Défilé des Epais Rochers.
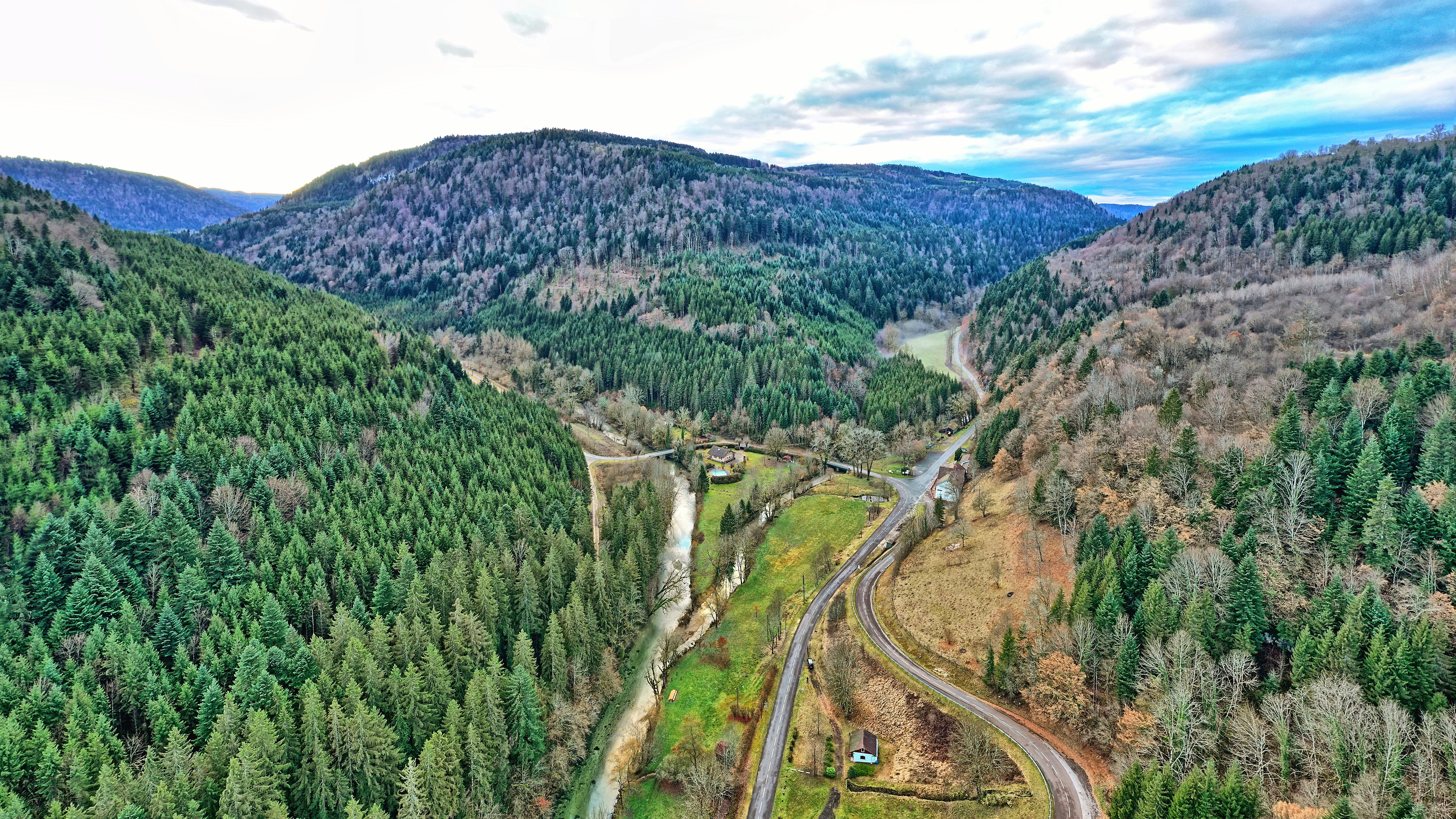
La confluence Dessoubre-Reverotte à Gigot.